# 내정로
내정로(Naejeong-ro)는 경기도 성남시 분당구 정자동  계원삼거리 에서 수내동 초림삼거리를 잇는 분당구에 있는 도로이다.

## 주요 경유지
경기도
- 성남시 분당구 (정자동 . 수내동)

## 노선
| 이름       | 접속 노선 | 소재지 | 소재지 | 소재지 | 비고 |
| ---------- | --------- | ------ | ------ | ------ | ---- |
| 계원삼거리 | 불정로    | 성남시 | 분당구 | 정자동 |      |
| 신기사거리 | 정자로    | 성남시 | 분당구 | 정자동 |      |
| 한솔삼거리 | 느티로    | 성남시 | 분당구 | 정자동 |      |
| 내정사거리 | 백현로    | 성남시 | 분당구 | 정자동 |      |
| 초림삼거리 | 수내로    | 성남시 | 분당구 | 수내동 |      |

## 주요 시설및 건물
- 탄천초등학교 (내정로 20/정자동 195)
- 파리바게뜨 분당정자점 (내정로 29/정자동 127-1)
- 배스킨라빈스 분당정자점 (내정로 58/정자동 117-1)
- 홈플러스 익스플레스 분당정저점 (내정로 58/정자동 117-1)
- 정자2동행정복지센터 (내정로 66/정자2동 118)
- 한솔고등학교 (내정로 70/정자동 115)
- 농협 분당수내동지점 (내정로 167/수내동 28-2)
- 버거킹 분당수내점 (내정로 167/수내동 28-2)
- 하나은행 분당중앙지점 (내정로 170/수내동 58-1)
- 새마을금고 성남수정새마을금고 파크타운지점 (내정로 172/수내동 58-2)
- 본죽 본죽&비빔밥 분당수내점 (내정로 172/수내동 58-2)